# Système métrique au Canada
 (août 2025).

Le logo du système métrique utilisé au Canada dans les années 1970 et 1980.

Le système métrique au Canada commence en 1970 et prend fin en 1985[réf. nécessaire]. Bien que le Canada soit passé au système métrique à de nombreuses fins[Lesquelles ?], on utilise encore largement des unités et des normes non métriques dans de nombreux secteurs de l’économie canadienne et de la vie quotidienne. Cela est principalement dû aux liens historiques avec le Royaume-Uni (en), à l’utilisation traditionnelle du système de mesure impérial au Canada, aux chaînes d’approvisionnement interdépendantes avec les États-Unis et à l’opposition au système métrique pendant la période de transition[Quoi ?].